# The Way of a Maid (film 1921)
The Way of a Maid è un film muto del 1921 diretto da William P.S. Earle. Sceneggiato da Lewis Allen Browne su un soggetto di Rex Taylor, il film era interpretato da Diana Allen, Charles D. Brown, George Fawcett, Elaine Hammerstein, Arthur Housman, Helen Lindroth, Niles Welch.

## Trama
Naida Castleton, dopo aver partecipato a un ballo in maschera vestendo i panni di una cameriera, si reca a casa di un'amica dove viene scambiata per una vera domestica da Thomas Lawlor. ll giovane è colpito dalla bellezza della ragazza che, maliziosamente, lo lascia nell'equivoco.
Qualche tempo dopo, le finanze di Naida subiscono un tracollo e lei è costretta a vendere la sua casa di città e ad affittare quella di campagna, che viene presa dalla madre di Thomas, una signora socialmente ambiziosa. Naida si fa passare come segretaria da Lawlor che non sospetta il suo inganno. Poi, però, dopo aver incontrato alcuni amici, Naida si reca con loro nella casa di campagna dove serve loro dei cocktail. La signora Lawlor, intuita la situazione, finge di essere un'ospite. Thomas, ancora ignaro della vera identità della ragazza, le dichiara il suo amore e lei, dopo avergli rivelato di essere una ragazza dell'alta società, accetta la sua proposta di matrimonio.

## Produzione
Il film fu prodotto dalla Selznick Pictures Corporation.

## Distribuzione
Il copyright del film, richiesto dalla Selznick Pictures, fu registrato il 5 novembre 1921 con il numero LP17281.
Distribuito dalla Select Pictures Corporation e presentato da Lewis J. Selznick, il film uscì nelle sale cinematografiche statunitensi il 30 novembre 1921.
Copia completa della pellicola viene conservata negli archivi della Library of Congress.